# Capra nana nigeriana
La capra nana nigeriana è una razza di capra di piccole dimensioni di origini africane.

## Descrizione
I primi esemplari venivano portati via nave come cibo per grossi animali carnivori, e venivano allevati negli zoo.
In seguito, si è sempre più diffusa la moda di tenere queste capre come animali da compagnia, grazie alla loro natura curiosa e docile ed alla loro taglia ridotta.
Gli esemplari adulti di questa razza misurano fra i 40 ed i 56 cm d'altezza al garrese per le femmine, un po' di più per i becchi, e pesano fra i 26 ed i 35 kg.
Il colore del manto è assai variabile; caratteristica peculiare di alcuni esemplari sono gli occhi blu, un carattere dominante nelle capre.
La maggior parte delle capre nane sono dotate di corte corna, ma gli allevatori solitamente le rimuovono attorno alle 2 settimane d'età.
Considerando la loro taglia ridotta, le capre nane sono ottime produttrici di latte, con una produzione giornaliera che può raggiungere i 3 kg, il che le rende ottime fornitrici di latte per la famiglia che le ospita.
Il latte di queste capre è più ricco di grassi rispetto a quello delle altre razze, il che lo rende ottimo per produrre sapone e formaggio.